# Glorantha

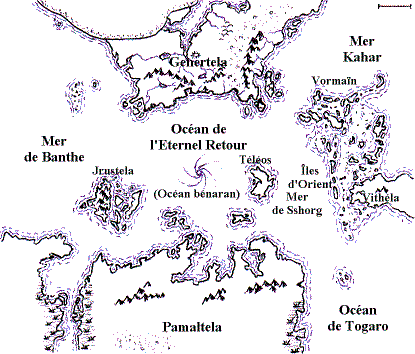
Mappa di Glorantha

Glorantha è l'ambientazione fantasy sviluppata originariamente da Greg Stafford. Fu inizialmente usata come sfondo per il wargame White Bear and Red Moon (1975) della Chaosium e successivamente come ambientazione per diversi giochi di ruolo, wargame, videogiochi e racconti. Questi includono i giochi di ruolo RuneQuest (1978), Hero Wars (2000) e HeroQuest (2003) e il videogioco strategico King of Dragon Pass. L'ambientazione è caratterizzata dal suo complesso approccio alla mitologia, pesantemente influenzato dal lavoro di Joseph Campbell e Mircea Eliade, il suo codice etico howardiano e la sua lunga e distintiva storia come ambientazione per i giochi di ruolo e la sua relativa mancanza di influenze dai lavori tolkeniani.

## Storia editoriale
Diversamente dall'approccio di Dungeons & Dragons che traccia le sue radici fino agli anni sessanta e che deriva dal mondo dei wargame, le radici di Glorantha nascono da esperimenti in mitologia, narrativa e nelle ricostruzioni storica e miscelazione di società antiche.
Stafford immaginò per la prima volta Glorantha nel 1966 quando stava iniziando i suoi studi al Beloit College, come metodo per approfondire la sua comprensione della mitologia creandone una sua propria. Stafford fu grandemente influenzato dalle idee sulla mitologia di Joseph Campbell, ed echi del lavoro di Campbell si possono trovare in molti aspetti di Glorantha; per esempio la storia dei God Learners (Dei Apprendisti) può essere considerata come un esercizio delle implicazioni dell'idea di Campbell di un monomito unificante, e la storia del Principe Argrath come un'esplorazione dell'opera di L'eroe dai mille volti (The Hero with a Thousand Faces ). Più astrattamente, l'idea di Campbell che i miti sono il modo con cui diamo forma alle nostre vite, è profondamente radicata nell'immagine di Glorantha lungo tutta la sua storia editoriale.
Il primo sistema di gioco ambientato in Glorantha fu il wargame White Bear and Red Moon (1975). Stafford tentò di vendere il gioco ad editori esistenti, ma nonostante fosse inizialmente accettato per la pubblicazione in successione da tre editori, i primi due fallirono prima di darlo alle stampe ed il terzo editore cambiò idea. Infine Stafford fondò nel 1974 una sua propria casa editrice, la Chaosium, per pubblicarlo. Il gioco dettaglia la rivolta del principe barbaro Argrath per difendere la sua patria, Sartar, dall'invasione del civilizzato Impero Lunare ed è situato nell'area di Dragon Pass. Il gioco è stato rieditato più volte dalla prima edizione.
La pubblicazione successiva fu anch'essa un wargame, Nomad Gods (1978), pubblicato anch'esso dalla Chaosium, che racconta i raid e le guerre fra le tribù cavalca-bestie ed adoratrici di spiriti di Prax, una terra maledetta ad est del Dragon Pass. Un'edizione francese del gioco è stata pubblicata dalla Oriflam su licenza della Chaosium con il titolo Les Dieux Nomades (1994).
Nel 1978 venne pubblicata la prima edizione del gioco di ruolo RuneQuest (sul retro di copertina di questa edizione l'ambientazione viene erroneamente chiamata "Glorontha"). Nel 1979 seguì una seconda edizione, RuneQuest II. Molti dei supplementi pubblicati a supporto erano semplici dungeon crawl, ma furono anche pubblicati gli innovativi Cults of Prax (1979) e Cults of Terror (1979), che dettagliavano i culti delle divinità di Glorantha permettendo ai giocatori di allineare i loro personaggi con una religione, immergendoli nei conflitti culturali, politici e metafisici di Glorantha. Ogni religione offre una diversa visione del mondo e approccio ad esso, nessuna delle quali obiettivamente corretta. Questo approccio di offrire storie mitiche e valori in competizione è una caratteristica comune nel materiale per Glorantha. Cults of Terror è incentrato sull'adorazione di dei malvagi, lunari e del caos e organizzazioni avversarie come Vivamort, un culto di vampiri. Griffin Mountain (1981) fu uno dei migliori esempi di come dettagliare un regno in un gioco di ruolo. Trollapack (1983), dedicato estensivamente ad una cultura, fu l'antesignano degli splatbook che la White Wolf e altre case editrici offriranno negli anni novanta.
In un tentativo di appoggiarsi al potere di una casa editrice molto più grossa, la Chaosium strinse un accordo con l'Avalon Hill nel 1984, cedendo in licenza il regolamento di RuneQuest, ma mantenendo un controllo più stretto sull'ambientazione (il materiale specificatamente dell'ambientazione Glorantha doveva essere approvato prima dell'applicazione). Questa edizione allentò la connessione tra RuneQuest e Glorantha dato che inizialmente a causa della clausola sulla preapprovazione del materiale di Glorantha l'Avalon Hill pubblicò una nuova ambientazione per RuneQuest chiamata Fantasy Earth causando scontento nei fan del gioco. Nel 1988 rendendosi conto dell'errore nell'abbandonare l'ambientazione originale, Fantasy Earth fu abbandonata, e furono pubblicati supplementi per Glorantha, per la maggior parte ristampe di prodotti della seconda edizione, ma in alcuni casi anche materiale nuovo.
Nel 1989 la Chaosium, che fino ad allora aveva gestito la parte creativa della pubblicazione, era in seri problemi economici e decise di concentrarsi sulle linee di giochi di ruolo pubblicate in proprio, dato che l'accordo con l'Avalon Hill non si era dimostrato vantaggioso come sperato, quest'ultima si trovò improvvisamente a dover gestire anche la scrittura dei supplementi e decise di tornare ad ambientazioni diverse da Glorantha per via della clausola contrattuale di preapprovazione. Dopo comunque due nuove ambientazioni, Daughters of Darkness (1990) e Eldarad (1990) male accolte dai fans sospesero la pubblicazione di materiale di RuneQuest per un anno.
Nel 1992 fu tentato un recupero della linea di RuneQuest, assumendo Ken Rolston come curatore editoriale per RuneQuest, Roger Raupp come illustratore per le copertine e Robin Jenkins come curatore in generale per le linee di giochi di ruolo. Nei due anni successivi furono pubblicati i migliori supplementi della gestione Avalon di RuneQuest, ma nel 1994 tentando di ridurre le spese la produzione delle illustrazioni di copertina fu di nuovo tirata in casa e Rolston passò da dipendente fisso a freelance. Dopo due ultimi supplementi Rolston passò a lavorare per una compagnia di produzioni multimediali. Una proposta per una quarta edizione di RuneQuest, intitolata RuneQuest: Adventures in Glorantha, fu sviluppata dalla Avalon Hill in collaborazione con un gruppo di fans, ma con pochi contatti con la Chaosium, e fu rifiutata da Greg Stafford quando questi la vide nel 1994. Diversi prodotti annunciati non furono pubblicati e le fanzine divennero la maggior fonte di materiale per RuneQuest, come era già successo nel 1989.
Il 4 marzo 1997 la Chaosium terminò l'accordo con l'Avalon Hill per seguire un proprio piano per la rinascita di RuneQuest. Dato che l'Avalon Hill manteneva diritti sulle regole e il marchio RuneQuest ma non poteva più produrre materiale per Glorantha fece un ultimo sforzo annunciando un nuovo regolamento RuneQuest: Slayers che avrebbe dovuto essere pubblicato nell'estate 1988, ma che non fu mai stampato.
Durante questo periodo di rottura l'evoluzione di Glorantha non si arrestò: l'avvento di Internet come mezzo popolare di comunicazione causò un boom nelle creazioni dei fans per Glorantha: Loren Miller propose il suo Maximum Game Fun come regolamento per l'ambientazione, David Dunham propose il suo sistema PenDragon Pass un sistema quasi freeform). L'avvento dei programmi di desktop publishing facilitò la nascita di fanzine non ufficiali, tra cui la britannica Tales of the Reaching Moon (1989-2002), che a partire dal 2002 iniziò ad organizzare convention dedicate a Glorantha nel Regno Unito e quindi anche negli Stati Uniti dal 1994. Alle convention furono giocati diverse ambiziose partite freeform con fino ad 80 partecipanti. Tales of the Reaching Moon diede inoltre lo spunto per la nascita di altre fanzine. Rick Meints, uno dei suoi curatori sarà il futuro editore di HeroQuest.
Stafford iniziò nel 1992 a pubblicare collezioni di materiale dedicato a Glorantha non legato a nessun sistema di gioco. Il primo fu King of Sartar pubblicato dalla Chaosium, i successivi una serie di fotocopie delle storie e ambientazioni originali create da Stafford venduti direttamente alle convention, prodotti con una periodicità di uno all'anno.
Nel 1996 Stafford organizzò un accordo tra la Chaosium e l'italiana Stratelibri per la pubblicazione di un wargame tridimensionale in scala 25mm. In seguito però allo scoppio della bolla dei giochi di carte collezionabili la Stratelibri (che era la distributrice italiana di Magic: l'Adunanza) dovette abbandonare il progetto.
Sempre nel 1996 un fan, Dave Dunham, iniziò a lavorare su un videogioco ambientato in Glorantha che fu pubblicato nel 1999 come King of Dragon Pass (1999) dalla A. Sharp. Nel videogioco in cui i giocatori interpretano un eroe Orlhanti che cerca di unire i clan e le tribù di Dragon Pass in un regno; il gioco comprendeva un'eccezionale copertura della storia del mondo di Dragon Pass, e conteneva la prima coinvolgente dimostrazione pubblica delle idee di Stafford riguardo alla cerca dell'eroe.
Nel 1997 la Chaosium è in forte crisi economica in seguito agli invenduti del suo gioco di carte collezionabili Mythos e si separa in più entità tra cui Greg Stafford che se ne va portando con sé i diritti su Glorantha e fondando la Issaries per gestire le proprietà intellettuali ad esso legata. Per raccogliere i fondi per gestirla nell'agosto 1997 offre ai fans di comprare azioni della Issaries, promettendo la pubblicazione di un nuovo gioco di ruolo ambientato in Glorantha Nel 1998 contatta Robin D. Laws per scrivere il nuovo sistema di gioco fortemente narrativo che viene pubblicato nel 2000 come Hero Wars, supportandolo tra il 2000 e il 2002 con una mezza dozzina di supplementi.
Nel 2003 il regolamento viene riveduto e corretto e pubblicato come HeroQuest, il titolo che Stafford aveva voluto usare fin dall'inizio ma che non aveva potuto usare, perché "HeroQuest" era marchio registrato dalla Milton Bradley. Nel frattempo i diritti del marchio erano scaduti e Stafford li aveva acquisiti. Quindi, a parte il nome, il regolamento di gioco di ruolo non ha alcuna relazione con l'omonimo gioco da tavolo HeroQuest pubblicato dalla Milton Bradley e dalla Games Workshop). Una seconda edizione di HeroQuest è stata pubblicata dal 2009 dalla Moon Design Publication è supportata da una serie di manuali su Glorantha: Sartar: Kingdom of Heroes (2009), Sartar Companion (2010) e Pavis: Gateway to Adventure (2012).
Il regolamento di RuneQuest fu ceduto in licenza dalla Issaries alla Mongoose Publishing (la Hasbro che aveva acquistato l'Avalon Hill aveva lasciato scadere la registrazione del marchio "RuneQuest" che era stato recuperato da Stafford) che nel 2006 pubblicò una quarta edizione di RuneQuest (in genere abbreviata in "MRQ", "Mongoose RuneQuest") ambientata nella Seconda Era di Glorantha, un periodo situato centinaia di anni prima di quello delle precedenti ambientazioni di Glorantha. Una quinta edizione è stata pubblicata nel 2010 ("MRQ II") e supportata con diversi manuali ma nel maggio 2011 la licenza per Glorantha è scaduta. Il regolamento RuneQuest II è stato ribattezzato Legend e non contiene più materiale su Glorantha. Una nuova compagnia, la The Design Mechanism è stata formata dagli autori di RuneQuest II e la proprietà dei supplementi di Glorantha prodotti per RuneQuest II è stata trasferita alla compagnia. Un nuovo regolamento RuneQuest 6 (RQ6) è stato pubblicato nell'agosto 2012, ma a dicembre 2013 nessun nuovo materiale per Glorantha è stato pubblicato per RQ6.

## Il mondo di Glorantha
Glorantha possiede una grande varietà di culture che hanno una percezione estremamente differente del loro mondo, della magia che lo pervade e degli eventi che gli hanno dato forma:
Il sito della Issaries (che al momento pubblica Glorantha) lo introduce come:
Il mondo di Glorantha è abitato da diverse culture analoghe a quelle della Terra diffuse su due masse continentali e su un vasto arcipelago. Il continente settentrionale di Genertela è abitato da una cultura suddivisa in caste simile a quella induista a occidente, una società autocratica orientale a oriente e molte culture classiche simili a quelle dell'età della pietra al centro. Il continente meridionale di Palmaltela è simile all'Africa per certi versi, ma con molte differenze.
In Glorantha, la magia opera a tutti i livelli dalla preghiera di ogni giorno a incantesimi potenti che creano e mantengono in funzione il mondo. Gli eroi si aprono la strada nel mondo e possono anche avventurarsi in reami metapsichici, rischiano il corpo e l'anima, per acquisire conoscenza e potere. Nel materiale più recente credenze in competizione, come teismo, sciamanesimo e misticismo esistono allo stesso tempo per spiegare ognuna nella propria maniera il mondo. Gli aderenti di un dato sistema metafisico possono essere anche in competizione tra di loro — per esempio teisti adoratori di divinità diverse possono combattersi l'un l'altro per sostenere la propria divinità.
Il mondo è piatto con un cielo simile a una cupola ed è stato plasmato in questa forma, nelle grandi e nelle piccole cose, dalle azioni mitiche degli dei. Nella storia recente dell'ambientazione Glorantha è in uno stato decaduto, essendosi solo da poca ripresa da una battaglia universale contro il caos nella mitologia degli dei.
Gli umani sono la razza dominante, ma abbondano razze di altri esseri senzienti, uniche a Glorantha. Razze non umane familiari, come i nani e gli elfi sono diverse dalla loro rappresentazione ispirata a Tolkien.

### Creature specifiche di Glorantha
BroosCreature del caos. In conseguenza della loro capacità di accoppiarsi con qualunque cosa hanno il corpo di un uomo e le caratteristiche del loro progenitore animale, spesso un cervo, capra, antilope, bestiame o pecora. Generalmente il genitore animale muore quando il figlio si apre la sua via fuori dal suo corpo una volta giunto a gestazione. Adorano Malia, la Madre delle Malattie, e Thed, la dea dello stupro e madre del Caos.
ScorpionmenUn popolo belligerante simile a centauri, ma con il corpo di scorpione anziché di cavallo e un'enfasi religiosa sul divorare. Sono di natura caotica.
Ducks o DurulzGrandi anitre intelligenti con braccia al posto di ali (o uomini maledetti con piume e piedi palmati, secondo come si vede la cosa). Risiedono in prossimità dei fiumi, specialmente in Sartar e hanno una grande affinità mistica come la morte.
AldryamiSono uomini pianta che adorano il sole e la natura principalmente attraverso Aldyra, divinità delle piante.
MostaliSono una razza di nani simili ad automi, estremamente xenofobi, ortodossi e isolazionisti. Forgiatori del ferro che ha molte proprietà magiche in Glorantha, in contrasto al metallo principalmente usato, il bronzo.
UzI troll, sono una razza dell'oscurità, grandi, intelligenti, omnivori con un senso simile al sonar molto sviluppato. Le loro società sono matriarcali e adorano tra gli altri una dea dell'oscurità chiamata Kyger Litor, madre dei troll e il più violento e sinistro Zorak Zoran.
DragonewtsUna razza magica che comprende diverse forme di dragoni ingaggianti in un ciclo automigliorante di reincarnazioni. Sono estremamente alieni con un motivazioni incomprensibili. Per essere in grado di parlare un linguaggio umano devono sottoporsi a un intervento chirurgico.